# Otto Luf von Kleve
Otto Luf von Kleve (* im 14. Jahrhundert; † 10. Mai 1349) war Domherr in Münster.

## Leben
Otto Luf von Kleve war der nichteheliche Sohn des Grafen Cuno von Hülchrath, weshalb Papst Johannes XXII. ihm Dispens für ein geistliches Amt erteilte. Im November 1316 ordnete der Papst an, den Streit zwischen Otto und dem Kapitel der Stiftskirche St. Gereon zu Köln beizulegen. Otto hatte behauptet, die Präbende im Tausch von Siegfried von Rennenberg erhalten zu haben. Als Pfarrer des Örtchens Ureis erhielt er eine päpstliche Zusage auf ein Kanonikat in Utrecht und am selben Tage auf eine Dompräbende in Münster. Am 13. Mai 1351 vergab Johannes XXII. die durch Ottos Tod frei gewordene Präbende in Xanten.